# Puccinellia lemmonii
Puccinellia lemmonii är en gräsart som först beskrevs av George Vasey, och fick sitt nu gällande namn av Frank Lamson Scribner. Puccinellia lemmonii ingår i släktet saltgrässläktet, och familjen gräs. Inga underarter finns listade i Catalogue of Life.